# Fungus Rock
Fungus Rock (maltsky Il-Ġebla tal-Ġeneral; někdy také nazývaný Mushroom Rock; v češtině přibližně „Skála hub“) je malý ostrov, tvořený masivním kusem vápence o výšce 60 m u vchodu do téměř kruhové černé laguny na pobřeží maltského ostrova Gozo.

## Historie
Příslušnici Řádu maltézských rytířů zde objevili to, co je populárně známé jako maltézská houba rostoucí na plochém vrcholu skály. Tyto rostlina je parazitickým druhem rostlinné říše a nepatří mezi houby. Má odpudivý zápach a lékaři v té době věřili, že má léčivé účinky. Rytíři je používali jako prostředek k zastavení krvácení v obvazech na rány a jako lék na úplavici. Velmi si jí vážili a jí často obdarovávali význačné šlechtice a návštěvníky maltézských ostrovů.
Velmistr řádu Manuel Pinto da Fonseca v roce 1746 vyhlásil skálu za uzavřené území a narušitelé riskovali tříleté tresty jako nucené veslování v galérách rytířů. Byla zde stálá stráž a koš lanovky ze skály na pevninu byl zbaven bezpečného užívání.
Pintovo úsilí bylo ale zřejmě zbytečné. Farmakologové studují lékařské účinky Fucus coccineus melitensis dodnes, kdy je Fungus Rock přírodní rezervací, avšak nedaleké pobřeží je přístupné pro koupání a moře zde poskytuje perfektní podmínky pro šnorchlování.

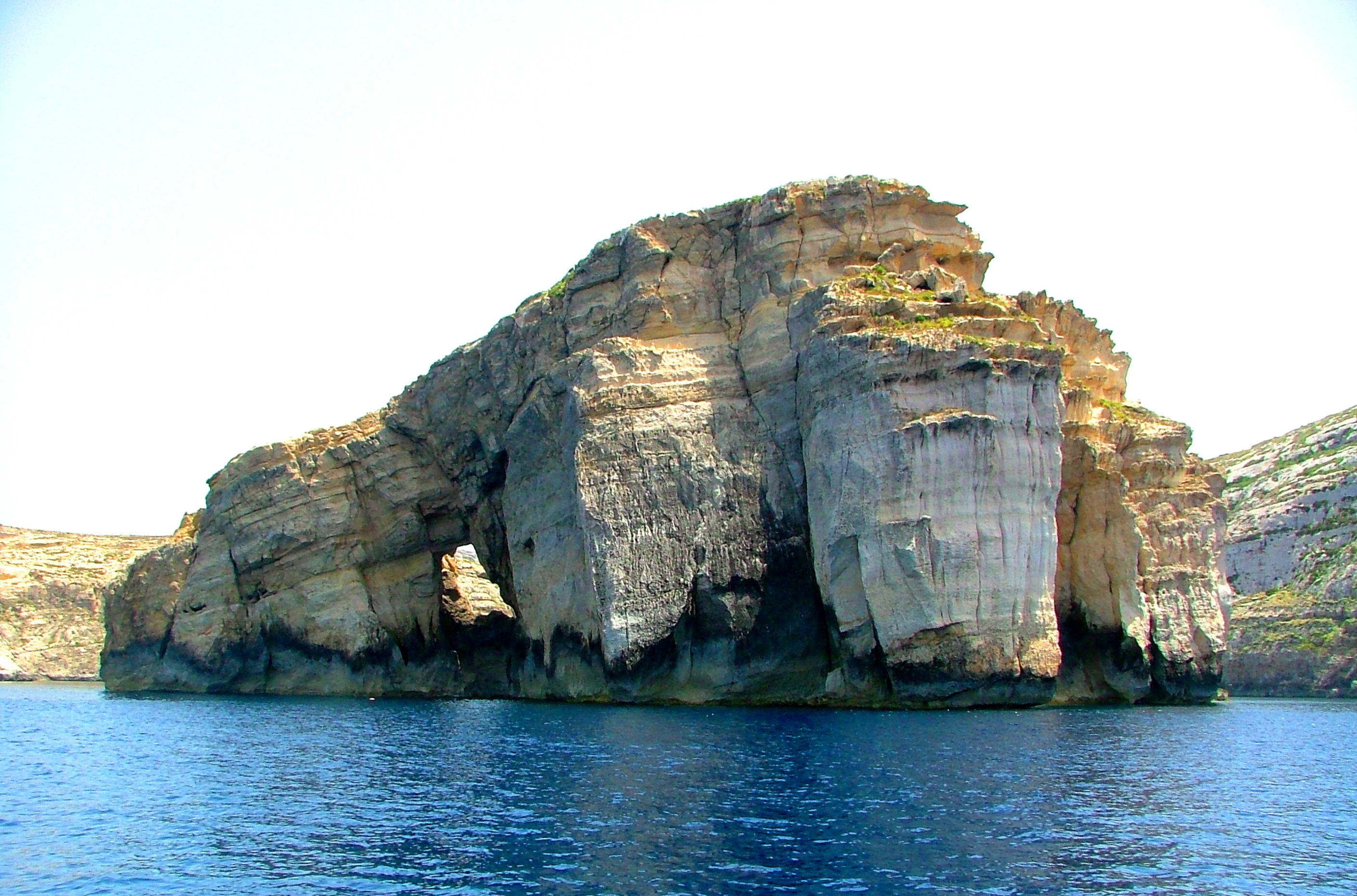
Fungus Rock
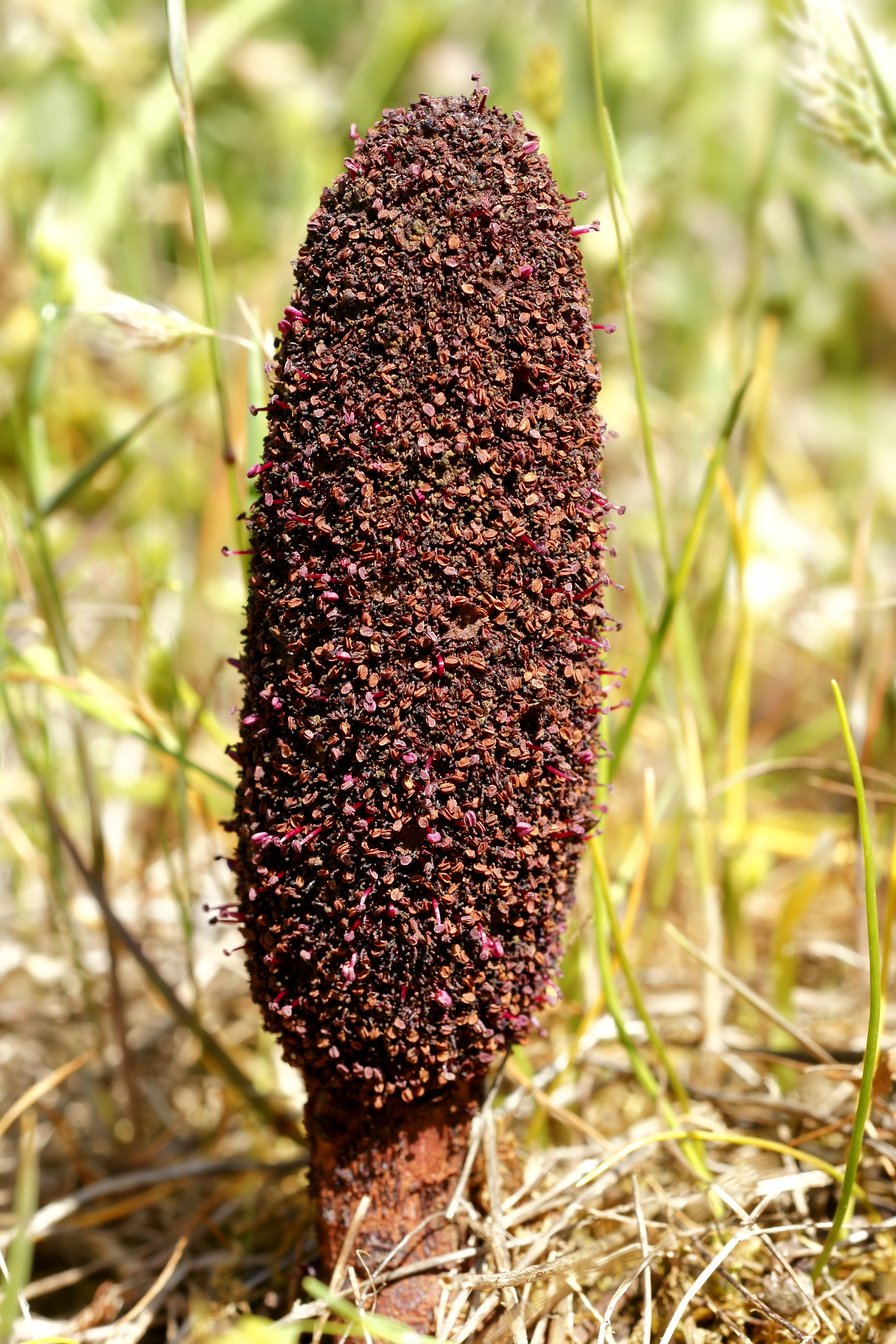
Rostlina Cynomorium coccineum
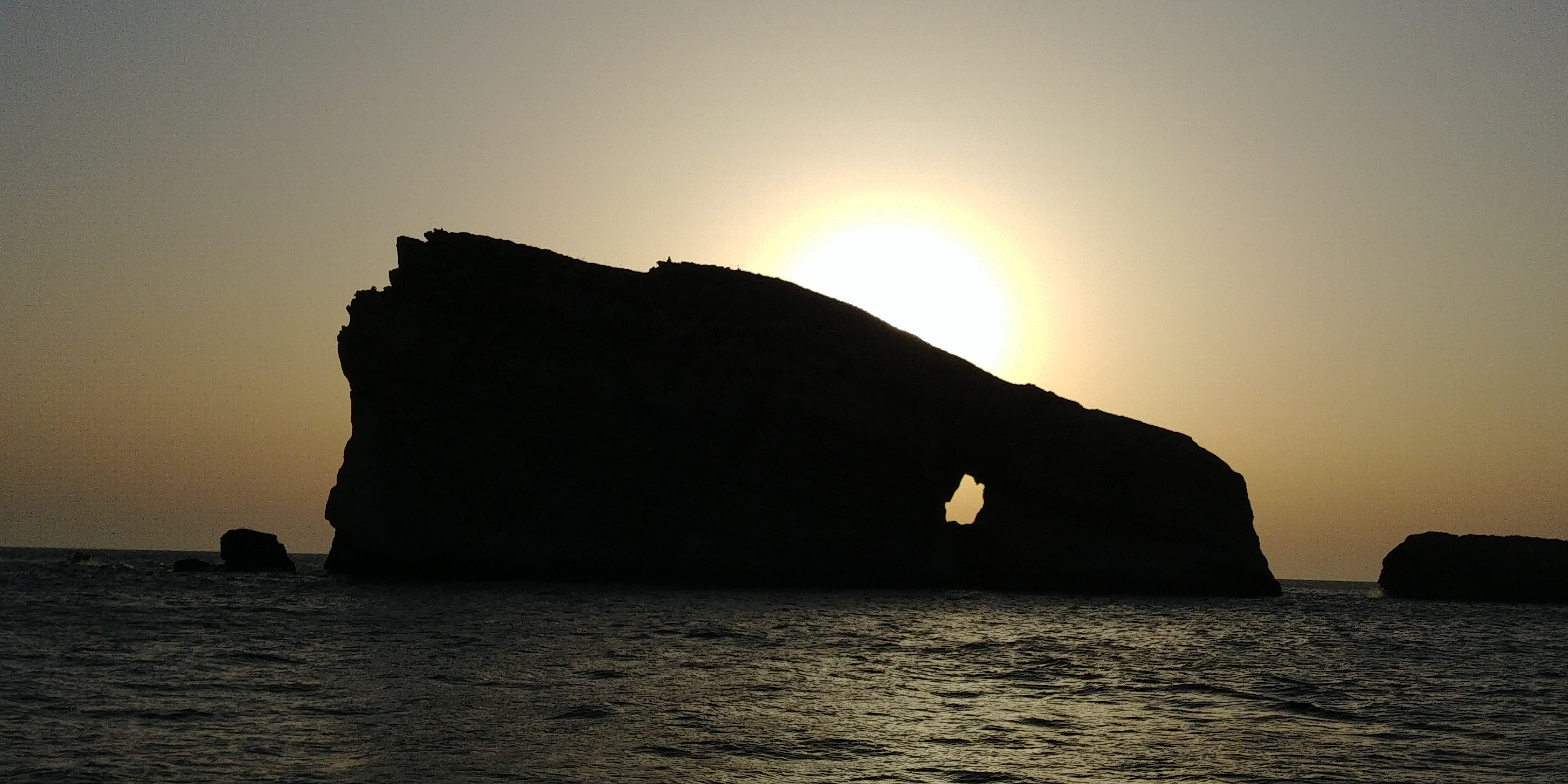
Západ slunce nad Fungus Rock